# Ultima noapte de dragoste
Ultima noapte de dragoste este un film româno-vest german din 1980, regizat de Sergiu Nicolaescu după un scenariu inspirat din romanul Ultima noapte de dragoste, întâia noapte de război (1930) al scriitorului român Camil Petrescu. Rolurile principale sunt interpretate de Vladimir Găitan, Joanna Pacuła, Sergiu Nicolaescu și Sebastian Papaiani.
Filmul este alcătuit din două părți separate de inserturi; partea I-a (Ultima noapte de dragoste) are 47 de minute, iar partea a II-a (intitulată Întîia noapte de război) 53 de minute.

## Rezumat
Începând din luna mai a anului 1916, locotenentul Tudor Gheorghiu (Vladimir Găitan) se afla concentrat pe frontiera româno-austro-ungară la Vama Giuvala, între Munții Piatra Craiului și Munții Bucegi. El își petrecea nopțile în „insomnii uscate și chinuitoare”. La 13 august 1916, invitat la o masă la popota ofițerilor, Tudor Gheorghiu are o ieșire nervoasă atunci când aude o discuție referitoare la o crimă săvârșită din gelozie, acuzându-și interlocutorii că nu cunosc nimic din psihologia dragostei. Prietenul său, lt. Petre Orghidan (Sebastian Papaiani), reușește să-l înduplece pe căpitanul Dimiu (Corneliu Gîrbea) să-i dea lui Tudor o permisie de o zi pentru a merge la Câmpulung Muscel și a-și vedea soția căreia îi scrisese două scrisori și de la care nu primise niciun răspuns.
Gheorghiu era căsătorit din dragoste de aproape doi ani cu Lena (Joanna Pacuła), o fostă colegă de la universitate, și bănuia că soția sa îl înșală. Amândoi erau săraci. Bunicul său, Luca Mavrodin (Ernest Maftei), își cheamă toate rudele pentru a-i obliga să accepte unele condiții preliminare pentru a intra în posesia moștenirii. Tudor este singurul care refuză moștenirea, iar soția sa îi aprobă decizia. După moartea bunicului, avocatul Andrei Nicolau (Sergiu Nicolaescu) deschide testamentul care fusese modificat cu o lună în urmă printr-un codicil și toate rudele află că cea mai mare parte din avere a fost lăsată nepotului său „favorit”, Tudor Gheorghiu. Restul averii se împarte între fiica sa Maria Gheorghiu, fiul său Constantin (Costache) Mavrodin (Gheorghe Dinică) și vărul său Aristide Grigore. Astfel, Tudor moștenește 4 milioane de lei aur, fabrica de pâine, acțiunile de la fabrica Oltul, casa din București și hotelul Calypso din Monte Carlo. Costache se teme că nepotul său va duce averea bunicului de râpă și amenință cu procese.
Costache îi introduce pe Tudor și pe Lena în societatea mondenă. În timp ce unchiul îi propune nepotului să intre într-o afacere și să cumpere cu banii moșteniți o fabrică metalurgică care să producă gloanțe și ghiulele, Lena devine atrasă de strălucirea vieții mondene, iar avocatul Nicolau începe să-i facă curte. Gelos, Tudor vrea să o ducă acasă pe Lena, dar ea îl refuză. Atunci, el pleacă singur de acolo și aduce acasă o prostituată (Aimée Iacobescu) luată de pe stradă. Lena vine acasă abia dimineață și părăsește casa când vede acolo pe prostituata adusă de soțul ei. Tudor a cumpărat fabrica metalurgică cu suma de 5,3 milioane de lei pentru ca aceasta să nu fie cumpărată de Nicolau.
În primăvara de dinainte de concentrare, Tudor a fost plecat la Sinaia și trebuia să se întoarcă abia a doua zi, dar a fost adus de un prieten cu mașina în aceeași seară. El nu-și găsește soția acasă, aceasta sosind abia dimineața. Crezând că ea a fost să se întâlnească cu Nicolau, Gheorghiu o dă afară din casă pe Lena. După două zile, Tudor a găsit un bilet prin care Lena era invitată de Petra (Enikõ Szilágyi) să doarmă la ea. El se duce și își aduce soția acasă, cerându-i scuze.
Ajuns la Câmpulung, Tudor se întâlnește cu Lena, iar cei doi merg împreună la restaurant, apoi el o trimite acasă ca să-l aștepte. Ea îl roagă să-i treacă o parte din avere pe numele ei pentru a nu exista probleme cu rudele în cazul morții sale pe front. Pe drumul spre casă, Gheorghiu se întâlnește cu colonelul Constantinescu (Ion Besoiu) care îl ia cu trăsura pentru a-l duce la regiment unde fusese chemat de urgență. Colonelul îi spune pe drum că la Câmpulung se afla și avocatul Nicolau care fusese mobilizat ca maior la conducerea diviziei. Tudor Gheorghiu află de la colonel că avocatul pleca deseori în permisie la Câmpulung probabil pentru a se întâlni cu o femeie. Constantinescu îi spune că avocatul ticluise o scrisoare prin care amanta sa era chemată la o prietenă pentru a dormi într-o noapte și pusă dinadins pentru a fi găsită de soțul înșelat, iar Gheorghiu se gândește că amanta maiorului era chiar Lena.
Ajunși la regiment, ofițerii află că în Consiliul de Coroană s-a hotărât intrarea României în război. Tânărul locotenent încearcă să-l convingă pe birjar să se întoarcă la Câmpulung, dar acesta refuză. Compania a 9-a condusă de Gheorghiu este desemnată a fi vârful avangardei. Orghidan îi cere să-și facă datoria. În luptele ce au loc, Gheorghiu dovedește un curaj nebun, fiind decorat și citat pe ordinul de zi al regelui. Într-un atac dezlănțuit, maiorul Nicolau îi salvează viața tânărului locotenent, iar sfâșierii sufletești cauzate de teama că Lena îl înșală i se adaugă umilința că Nicolau i-a salvat viața. Mai târziu, Gheorghiu este rănit la un braț.
În noaptea de 13 septembrie, colonelul Constantinescu îl anunță pe Gheorghiu că soția sa mai este încă în Câmpulung și că îl roagă să treacă pe acolo. El îl trimite pe locotenent să ducă plicurile cu ordinele de acțiune ale regimentelor conduse de maiorii Dimiu și Nicolau. În loc să ducă plicurile, Tudor se duce la Câmpulung pentru a-i surprinde împreună pe Nicolau și Lena, dar își găsește soția singură. În acea noapte, austriecii declanșează un contraatac în forță și se dau lupte grele. Din cauza faptului că Tudor nu a dus ordinele de retragere, două batalioane românești au fost decimate. Maiorul Nicolau este grav rănit la plămâni în atac și moare, vegheat de locotenentul Gheorghiu.
Chinuit de remușcări pentru că a cauzat moartea camarazilor săi, Tudor Gheorghiu se prezintă în luna noiembrie în fața generalului comandant al diviziei (Alexandru Dobrescu) și se declară vinovat de distrugerea celor două batalioane, prezentând ca probă cele două plicuri cu ordinele de retragere. Generalul îl crede nebun și îl trimite pe colonelul Constantinescu să stea de vorbă cu el pentru a-l face să se răzgândească. Lena vine să-l vadă și îl roagă să renunțe la intenția lui de a se declara vinovat de dezertare. În acea noapte Gheorghiu a înțeles că nu se poate realiza într-o iubire absolută în lumea asta muritoare și că soția sa era pentru el o străină. Judecat în procesul organizat a doua zi, Gheorghiu își recunoaște vina, este condamnat la moarte pentru dezertare și este împușcat de plutonul de execuție.

## Distribuție
- Vladimir Găitan — lt. Tudor Gheorghiu
- Joanna Pacuła — Lena Gheorghiu, soția lt. Gheorghiu (menționată Ioana Pacula)
- Sergiu Nicolaescu — maiorul avocat Andrei Nicolau
- Sebastian Papaiani — lt. ing. Petre Orghidan
- Ion Besoiu — col. Constantinescu
- Gheorghe Dinică — deputatul Constantin (Costache) Mavrodin, fiul lui Luca
- Colea Răutu — căpitanul medic Floroiu
- Ernest Maftei — Luca Mavrodin, bunicul lui Tudor
- George Mihăiță — sergentul Zamfir
- Corneliu Gîrbea — maiorul Dimiu
- Enikõ Szilágyi — Petra, verișoara lui Costache (menționată Enikö Szilagy)
- Valeria Gagialov — Maria Gheorghiu, fiica lui Luca
- Aimée Iacobescu — prostituată (menționată Aimee Iacobescu)
- Viorel Comănici
- Mircea Anghelescu
- Virgil Popovici
- Nucu Păunescu — Aristide Grigore, vărul lui Luca Mavrodin (menționat N. Păunescu)
- Ion Niciu — lt. colonel
- Alexandru Dobrescu — generalul
- Ileana Focșa
- Aristide Teică — industriașul Zafiu
- Mircea Crețu
- Gheorghe Mendel (menționat Gh. Mendel)
- Cornel Lungu
- Petre Tanasievici
- Ion Pascu — președintele Tribunalului
- Silviu Lambrino
- Constantin Bălășoiu
- Paul Coman
- Vasile Popa — soldat
- Adrian Ștefănescu
- Ion Budișan
- Doru Dumitrescu
- Ionel Rusu
- George Alexandru (menționat Gheorghe Alexandru)
- Ion Polizache
- Nicolae Dolea
- Mihai Adrian
- Dumitru Ghiuzelea
- Dumitru Crăciun — soldat
- Dorin Ionescu
- Mircea Șeptilici — ministrul Florescu (nemenționat)
- Andrei Magheru — licitatorul (nemenționat)
- Maria Bănică — domnișoara Dimitrie, însoțitoarea lui Nicolau de la bal (nemenționată)

### Dublaje de voce
- Florian Pittiș — Tudor Gheorghiu
- Adina Popescu — Lena Gheorghiu

## Diferențe față de roman
Romanul Ultima noapte de dragoste, întâia noapte de război publicat în 1930 de scriitorul Camil Petrescu a avut parte de un mare succes de critică, fiind considerat un caz de conștiință în contextul Primului Război Mondial.
După cum este înscris pe genericul de început al filmului, „scenariul este inspirat din romanul lui Camil Petrescu Ultima noapte de dragoste, întîia noapte de război”. Sergiu Nicolaescu a precizat că el a făcut „multe și importante schimbări, mai ales în ceea ce privește structura dramaturgică a poveștii”, filmul nefiind o ecranizare fidelă a romanului, ci doar inspirat de opera literară din care a împrumutat dialoguri și scene. El s-a axat pe analiza sentimentelor pe fundalul unei drame sociale care este războiul.
Mai multe nume sunt schimbate față de cele din roman: Ștefan Gheorghidiu a devenit Tudor Gheorghiu, unchiul Tache Gheorghidiu - bunicul Luca Mavrodin, unchiul Nae Gheorghidiu - Costache Mavrodin, Ela - Lena, avocatul Grigoriade - Andrei Nicolau, Orișan - Orghidan, Tănase Vasilescu Lumânăraru - Zafiu. Chiar și biografiile personajelor sunt uneori schimbate, avocatul Nicolau fiind transformat într-un playboy cu un comportament eroic pe front.
În urma realizării acestor modificări, Sergiu Nicolaescu a fost dat în judecată de Uniunea Scriitorilor, unde fusese reclamat de fiul lui Camil Petrescu. Acesta din urmă a discutat cu regizorul și au ajuns la o înțelegere.

## Producție

### Pregătiri
Sergiu Nicolaescu a declarat că a fost chemat în 1963 (în alte articole regizorul spune că era vorba de anul 1965) de profesorul Paul Cornea, directorul general al Studioului Cinematografic București, pe care cineastul l-a descris ca un „intelectual și politruc de profesie” trecut de partea comuniștilor din „convingere”, și întrebat dacă ar dori să regizeze un film de ficțiune. Până atunci, el realizase doar scurtmetraje documentare pentru Studioul „Alexandru Sahia”. Nicolaescu a răspuns că ar dori să realizeze ecranizarea romanului Ultima noapte de dragoste, întâia noapte de război de Camil Petrescu, care-l impresionase, dar directorul studioului l-a refuzat, propunându-i să adapteze mai bine romanul Patul lui Procust al aceluiași scriitor.
În perioada următoare, conducerea cinematografiei românești a luat în calcul realizarea unei adaptări a romanului Ultima noapte de dragoste, întâia noapte de război, aceasta figurând în planul tematic al cinematografiei încă din anul 1972, dar fără a avea vreun regizor desemnat. Scriitorul Dumitru Carabăț a înaintat în 1976 un scenariu intitulat „Ca pământul și ca piatra”. În paralel, la 1 septembrie 1976, regizorul Sergiu Nicolaescu a predat Casei de Filme 3 un scenariu inspirat din romanul lui Camil Petrescu; autorii acestui scenariu erau Nicolaescu și Anușavan Salamanian.
Într-un interviu publicat în octombrie 1979, regizorul afirma că dorința de realiza o ecranizare după romanul Ultima noapte de dragoste, întâia noapte de război nu l-a părăsit nicio clipă, deși fusese refuzat inițial. El a preluat varianta de scenariu a lui Carabăț pe care a modificat-o după scenariul său și al lui Salamanian. „Dumitru Carabăț a scris o primă variantă a scenariului care era foarte interesantă, dar nu era pe genul meu, îi lipseau «rănile». Această variantă pe care o filmez e rezultatul colaborării a trei oameni: D. Carabăț, A. Salamanian și cu mine”, a precizat el. Varianta finală a scenariului era numai inspirată din roman, iar pe foaia de montaj sunt înscriși ca scenariști D. Carabăț, S. Nicolaescu și A. Salamanian.
Decupajul lui Sergiu Nicolaescu a fost înaintat Consiliului Culturii și Educației Socialiste (C.C.E.S.) la 24 iulie 1978, el fiind aprobat la 25 decembrie. În același timp, regizorul Mircea Veroiu lucra la realizarea filmului Între oglinzi paralele (1979), inspirat din același roman și din piesa Jocul ielelor. Acel film a fost produs de Casa de Filme 5 și a avut premiera la 19 februarie 1979. Nicolaescu i-a spus ministrului culturii, deși nu vorbise anterior cu Veroiu, că cele două filme nu vor semăna între ele. Regizorul a afirmat că după acel roman pot fi realizate mai multe filme care să nu semene unui cu celălalt. „Eu am vrut să fiu cât mai fidel, nu atât romanului, cât lui Camil Petrescu, acelor lucruri reale pe care el le-a trăit. Am înăsprit drama și am căutat un final pe măsura sentimentelor cu care Camil Petrescu și-a început romanul. Bineînțeles, în spiritul și nota lui”.
Directorul Casei de Filme 3, Eugen Mandric, a susținut și el că cele două filme vor fi „fundamental deosebite”, deși vor exista unele asemănări care se vor atenua prin concepția regizorală diferită și accentul mutat de la tulburarea sufletească a personajului către spectacolul războiului: „În consecință, secvențele existente, înlănțuirea lor în subiect, mișcarea sufletească și ideile personajelor se supun acelei semnificații generale. Cele două decupaje sunt realizate în maniere stilistice fundamental deosebite și, în anumite privințe, chiar opuse. În procesul de filmare, prin distribuție, încadraturi, ambianțe, ca și prin montajul cu totul diferit, urmele similarităților se vor dizolva”.

### Filmări
Filmul a intrat în faza de producție la 12 februarie 1979; autoritățile cinematografiei românești au aprobat pe parcurs lungirea filmului și mărirea devizului de producție de la 3,5 milioane la 5 milioane lei. Inițial regizorul a ales-o pe actrița poloneză Grażyna Szapołowska pentru rolul principal feminin, dar ulterior el a optat pentru o altă actriță poloneză: Joanna Pacuła.
Ultima noapte de dragoste a fost realizat în coproducție de Casa de Filme 3 și Cine TV Berlin în studiourile Centrului de Producție Cinematografică București, cu sprijinul Ministerului Apărării Naționale și al Ministerului de Interne. Filmările au început la 17 iulie 1979 și au durat 47 zile, fiind finalizate la 25 februarie 1980. Cadrele au fost filmate la București, Bran, Făgăraș, Câmpulung Muscel, Constanța (pe plaja din fața Cazinoului) și Buftea.
Secvențele de război au fost filmate în împrejurimile Branului, fiind filmați acolo circa 600 de metri utili de peliculă. Regizorul secund Dimitrios Sukas a afirmat că „la Bran a fost un adevărat tur de forță”. Nicolaescu a afirmat că a reușit să reconstituie exact traseul străbătut de Ștefan Gheorghidiu: „Căutând locuri de filmare prin munți, am găsit drumurile vechi, astăzi poteci abia bănuite, borna de frontieră, până și poziția clădirii punctului de frontieră! Deci, am reconstituit exact drumul pe care l-a străbătut eroul lui Camil Petrescu”. Scenele petrecute în interiorul comandamentului militar au fost filmate într-o pivniță cu bolți din cărămidă din cartierul Văcărești. Filmările ulterioare au fost realizate la Câmpulung Muscel și din nou la București.
Rolul feminin principal a fost interpretat de actrița poloneză Joanna Pacuła (n. 1957), care absolvise în același an (1979) Academia de Teatru Aleksander Zelwerowicz din Varșovia și debuta într-un rol principal în film. Actrița se temea că nu va putea să redea suficient de bine fascinația exercitată de personajul Lena asupra eroului principal.
Costumele civile au fost realizate de Doina Levintza, iar cele militare de Marga Moldovan. Muzica filmului a fost compusă de compozitorul german Bert Grund, care colaborase cu Sergiu Nicolaescu și la filmul Mihail, cîine de circ (1979). Potrivit dosarului de producție, compozitorul a fost plătit în lei, nepermițându-i-se să cumpere bunuri din România pe care să le ia cu el peste graniță. El urma să-și cheltuiască banii „petrecându-și vacanța în România, fără a cumpăra în scop de export articole pe care legile vamale românești nu le îngăduie”.
Copia standard a fost finalizată la 28 decembrie 1979. Cheltuielile de producție s-au ridicat la 6.095.000 lei. Dumitru Carabăț a renunțat în decembrie 1979 la apariția numelui său pe generic în favoarea lui Sergiu Nicolaescu, dar a obținut 98% din drepturile bănești ale filmului, restul revenindu-i regizorului. Astfel, pe genericul filmului și în materialul publicitar a fost scos numele lui Carabăț, fiind indicat Sergiu Nicolaescu ca unic scenarist. Pe genericul final al variantaei relansate în 2001 a fost trecut ca scenarist și Anușavan Salamanian.
Filmul este alcătuit din două părți separate de inserturi; partea I-a (Ultima noapte de dragoste) are 47 de minute, iar partea a II-a (intitulată Întîia noapte de război) 53 de minute. Acțiunea militară a locotenentului Gheorghiu de la concentrare și până la ajungerea în fața plutonului de execuție este fragmentată de o succesiune de lungi flask-back-uri din existența socială și sentimentală a personajului.Vocile personajelor principale sunt dublate de Florian Pittiș (Tudor Gheorghiu) și Adina Popescu (Lena Gheorghiu).
Sergiu Nicolaescu a considerat acest film ca fiind un film de artă care a beneficiat de succes de public. În plus, regizorul a afirmat că „[...] materialul pe care noi îl filmăm, și considerat film artistic, să rămână pentru generațiile viitoare un document istoric”.

## Recepție
Filmul Ultima noapte de dragoste a fost vizionat de 3.115.806 de spectatori la cinematografele din România, după cum atestă o situație a numărului de spectatori înregistrat de filmele românești de la data premierei și până la data de 31.12.2007 alcătuită de Centrul Național al Cinematografiei. El a fost relansat la 2 februarie 2001, fiind vizionat de încă 12.004 spectatori.
Designera Doina Levintza a primit în 1980 Premiul pentru costume al Asociației Cineaștilor din România (ACIN) pentru filmul Ultima noapte de dragoste.
Criticii care au analizat filmul au constatat că acesta este doar inspirat din romanul lui Camil Petrescu, el nefiind o ecranizare fidelă a operei literare. Mircea Alexandrescu observa că filmul lui Nicolaescu este o ecranizare „de o inspirație liberă de orice servitude sau chiar de obligație și libertate”, în care regizorul a ales să se concentreze mai mult pe un „spectacol sentimentalo-războinic” și mai puțin pe meditație, însuși personajul principal feminin fiind doar un simplu element decorativ. Criticul concluziona următoarele: „Sergiu Nicolaescu, în calitate de regizor, nu se oprește deloc în «Ultima noapte de dragoste...» la climate identice și la atmosferă meditativă, ci se lasă dus de temperamentul și structura lui, spre felul de povestire care-i convine cel mai mult și care este spectacolul de acțiune. Pe el îl preocupă succesul și câștigarea imediată a publicului, mizând pe recunoașterea de către acesta a acelei «mărci» Sergiu Nicolaescu.”.
În Istoria filmului românesc (1897-2000) (2000), criticul Călin Căliman preciza că „filmul este o ecranizare grăbită, superficială și… ciudată”, cu interpretări lipsite de vigoare artistică (cu excepția portretului de politician afacerist realizat de Gheorghe Dinică) și cu accentul mutat de regizor de la „spectacolul ideilor” la „spectacolul faptelor”. Ultima noapte de dragoste era considerat diferit de Între oglinzi paralele, Nicolaescu concentrându-se asupra războiului și atmosferei de epocă, în timp ce filmul lui Veroiu era un incitant spectacol de idei.
Criticul Tudor Caranfil a dat filmului două stele din cinci și a făcut următorul comentariu: „În ajunul declarării războiului, un tânăr intelectual, care a moștenit o mare avere, așteaptă în unitatea sa din Transilvania ordinul de atac, chinuit de gelozia pe care i-o stârnește soția sa. Spre deosebire de Veroiu (v. Între oglinzi paralele), Nicolaescu efectuează o lectură romanțioasă a operei lui Camil, limitându-se la chinul geloziei și bărbăția cavalerească, apăsând pedala pe farmecul retro sau pe dinamismul frescei războiului. Primă apariție internațională a viitoarei vedete polono-americane Pacula, frumusețe pusă în valoare de costumele Doinei Levința (Pr. ACIN).”
Unii critici au lăudat calitatea imaginii acestui film. Într-o analiză a ultimului deceniu al cinematografiei românești din Almanahul Cinema (1990), directorul de imagine Nicu Stan scria despre acest film următoarele impresii: „Girardi «scrie», într-o atmosferă filtrată prin perdelele exploziilor și ale ploilor reci, ce îți pătrund în suflet dureros, Ultima noapte de dragoste..., a cărei «regie de imagine» se înalță pe structuri simfonice. Registrul rece, dur, al frontului, cu tranșeele lui noroioase și cerul greu, încărcat de nori, pământ răscolit de explozii și fum, i se opun - contrapunct - imaginea calmă, tandră, pe alocuri chiar diafană, a lumii de dincolo de oroare”. Călin Căliman consideră că Nicolae Girardi a reușit aici să creeze o atmosferă cu „patină de epocă”.

## Vezi și
- Listă de filme românești despre Primul Război Mondial